# Джарратана
Джарратана (итал. Giarratana) — коммуна в Италии, располагается в регионе Сицилия, подчиняется административному центру Рагуза.
Население составляет 3343 человека, плотность населения составляет 78 чел./км². Занимает площадь 43,47 км². Почтовый индекс — 97010. Телефонный код — 0932.
Покровителем коммуны почитается святой апостол Варфоломей. Праздник ежегодно празднуется 24 августа.